# عدوية (بني سيدال الجبل)
عدوية هي إحدى مشيخات المملكة المغربية، تتبع جغرافيا لإقليم الناظور وإداريًا لبني سيدال الجبل. يقدر عدد سكانها بـ 5380 نسمة حسب الإحصاء الرسمي للسكان والسكنى لسنة 2004.